# Luciano Floridi
Luciano Floridi (Rim, 16. studenog 1964.), talijanski filozof.

## Djela
- Augmented Intelligence — A Guide to IT for Philosophers. Roma: Armando, 1996.
- Scepticism and the Foundation of Epistemology - A Study in the Metalogical Fallacies. Leiden: Brill, 1996.
- Internet - An Epistemological Essay. Milano: Il Saggiatore, 1997.
- Philosophy and Computing: An Introduction. London/New York: Routledge, 1999.
- Sextus Empiricus, The Recovery and Transmission of Pyrrhonism. Oxford: Oxford University Press, 2002.
- The Blackwell Guide to the Philosophy of Computing and Information. Oxford: Blackwell, 2003.

## Vanjske poveznice
- Home page and articles online
- Interview for the American Philosophical Association — Philosophy And Computing Newsletter  Arhivirana inačica izvorne stranice od 16. prosinca 2007. (Wayback Machine)
- Biography, in English  Arhivirana inačica izvorne stranice od 13. svibnja 2008. (Wayback Machine)
- Biography, in Italian, from Cervelli in Fuga (Rome: Accenti, 2001)  Arhivirana inačica izvorne stranice od 7. rujna 2008. (Wayback Machine)
- Where are we in the philosophy of information? The Bergen podcast  Arhivirana inačica izvorne stranice od 20. kolovoza 2006. (Wayback Machine)
- Floridi's Information Ethics, video of a workshop at NA-CAP